# Залесье (Карелия)
Зале́сье (вепс. Mecantaga, карел. Mečäntaga) — деревня в Прионежском районе Республики Карелия, административно входит в состав Шелтозерского вепсского сельского поселения.

## Общие сведения
Располагается на северном берегу озера Сарыйярви.

## История
26 января 1940 года постановлением Карельского ЦИК в деревне была закрыта церковь.
По материалам о Великой Отечественной войне видно, что тут было три деревни дворов на 40, со своей часовенкой, с кожевенным производством. Старожилы рассказывают о стадах коров, о чистом песчаном пляже. Перед началом разрухи успели сделать мелиорацию, но неграмотно. Плодородные земли высохли или были смыты в озеро Сарыйярви, которое впоследствии обмелело, берега стали болотом, песчаного пляжа больше нет.

## Достопримечательности
9 мая 2020 года в деревне открыли Сад Победы
- Сад Победы

## Население
Согласно «Списку населённых мест» 1873 года, население составляло 276 человек: 125 мужчин и 151 женщина. Жили по 41 дворам. По национальности чудь. Часовня православная. Мельница. Кузница.
В «Списке населённых мест» 1905 года название деревни — Залесье. Население к 1905 году состояло из 214 крестьянок и 154 крестьян. Всего 368 человек. Дворов 59, семей 65. Имелся скот: 52 лошади, 80 коров и 77 голов прочего скота.
За 32 года между составлением списков 1873 и 1905 годов количество дворов увеличилось на 18 (+43.9%), мужчин стало больше на 29 (+23.2%) и женщин стало больше на 63 (+41.72%). Общая численность населения увеличилась на 92 человек (+33.33%).
| 2002 | 2009 | 2010 | 2013 |
| ---- | ---- | ---- | ---- |
| 0    | ↗5   | ↗6   | ↘3   |

Численность населения в 2022 году составляет более 20 человек.

## Фотографии
- Дом при въезде в Залесье
- Дом на главной дороге
- Поворот на озеро Сарыйярви
- Сад Победы
- Озеро Сарыйярви 8 марта  2022
- Центр Деревни